# スプーン一杯の幸せ
『スプーン一杯の幸せ』（スプーンいっぱいのしあわせ）は、ポエム・エッセイ・小説を集めた落合恵子の小説のシリーズ。1973年から3年間、祥伝社「ノン・ブック」より6冊のシリーズが刊行された。および、同作を原作とし、1975年に製作・公開された日本映画。

## シリーズ
- スプーン一杯の幸せ 愛を語る三つの形（1973年）
- 続・スプーン一杯の幸せ 愛と生のメルヘン（1973年）
- 続々・スプーン一杯の幸せ おとなの愛の処方箋（1974年）
- 恋・スプーン一杯の幸せ 愛の日々はシーソーゲーム（1975年）
- 愛・スプーン一杯の幸せ ぶきっちょな恋の日々に（1975年）
- 新・スプーン一杯の幸せ 愛と不安の春夏秋冬（1976年）

すべてのシリーズのブックカバーには当時の人気女性アイドル歌手による推薦文が掲載された。

## 映画
松竹・サンミュージック提携作品。当時のトップアイドル・桜田淳子の初主演映画。監督は広瀬襄（第一回監督作品）。

### キャスト
- 梅村乃里子：桜田淳子
- 梅村千恵：浜木綿子
- 福島清彦：黒沢年男（現・年雄）
- 福島ひとみ：早乙女愛
- 松田徹：坂上大樹
- 丸山良夫：佐藤佑介
- 東々亭豊楽：三遊亭小円遊
- 丸山耕作：坂上二郎
- 古賀昌子：沢田亜矢子
- 林泉：長谷川コッペ
- 島岡大介：沖正夫
- 神近校長：葦原邦子
- 谷本医師：穂積隆信
- ゴルフ場の指導員：小松政夫

### 主題歌
- 桜田淳子 「ひとり歩き」（ビクター音楽産業）　作詞：阿久悠／作曲・編曲：筒美京平
- 尚、B面の「涙のいいわけ」の作詞を、映画の原作者である落合が手がけているが、劇中には使用されていない。

### スタッフ
- 監督：広瀬襄
- 製作：樋口清
- 企画：相澤秀禎
- 脚本：山根成之、南部英夫、落合恵子
- 音楽：高田弘
- 撮影：竹村博
- 編集：太田和夫
- 美術：重田重盛

### 製作
山口百恵の初主演映画『伊豆の踊子』は突貫撮影で、百恵の撮影日数が一週間程度だったのは有名な話であるが、桜田淳子の初主演映画は1974年秋から構想として挙がり、1975年の2ー3月頃の撮影を予定して、1974年11月からサンミュージックと松竹の間で、スケジュール調整が行われ、超売れっ子アイドルの映画撮影に充てる日数としては珍しく、当然テレビや雑誌取材等と掛け持ち、さらに高校の期末試験5日間をこなしながら、撮影に20日間も捻出していた。
映画関係者は実際には花の高一トリオに興行価値があるのか判断しかねていたが、1974年12月28日に東宝系に封切られた山口百恵の初主演映画『伊豆の踊子』の大ヒット発進を見た松竹は、東宝がすぐに百恵の主演第二弾として『野菊の墓』や『たけくらべ』を候補に挙げているという情報をキャッチし、百恵のライバルで親友でもある桜田を主演に立て、百恵の主演第二弾映画に興行をぶつけることを1975年正月の幹部会議で決めた。桜田はチョイ役でそれまで二本の映画出演はあるが、主演は初めてであった。松竹は"女優王国"の看板を掲げるだけに、東宝百恵に負けられない意地があった。宮本実松竹宣伝部長は「うちは"モモからサクラへ"を狙っての企画です。百恵ちゃんも相当強いですが、少女から女へ成長していく桜田淳子の爽やかな魅力を売りものにしたい。『愛と誠』の7億円は挙げたい」などと述べた。また松竹は十八番でもある青春映画を本作を含め、計11本の青春映画製作を1975年のプログラムに乗せるとこの正月に発表した、この淳子・百恵対決を「時すでにモモからサクラへ移った」と呼号し盛んに煽った。

#### 企画
桜田の初主演映画として落合恵子の小説『スプーン一杯の幸せ』の映画化が正式に決定したのは、1975年1月後半。遅くなったのは百恵の主演第二弾が先に挙げたような文芸作品になるのか、オリジナル作品になるのか東宝が決めかねていたためで、松竹としては文芸作品で実績を作った百恵と同じ文芸作品で勝負を挑むのは得策でないという計算があった。この時点では監督は未定で、監督は南部英夫、脚本・山根成之という報道もあったが、南部は山根、落合恵子と共同脚本、監督は広瀬襄になった。

#### キャスティング
企画段階では、相手役は黒沢年男ではなく夏木陽介だった。ちなみに太川陽介が相手役に応募していた。桜田自身は『われら青春!』（日本テレビ）で中村雅俊演じる沖田先生が好きで、中村が相手役ならいいのにと期待してたが、中村は同時上映の方に主演した。
『月刊明星』で「淳子ちゃんと一緒に春休みに映画に出よう」と共演者募集の告知があり、応募33592人の中から選ばれた3人が映画に出演した。

#### 製作発表
1975年2月19日、東京日比谷公園内の日比谷パークセンターで製作発表会見があり、桜田、落合恵子、広瀬監督らが出席。人気者の初主演作とあって100人以上のマスメディアが押しかけた。桜田はこの記者会見に前日眠れないほど極度に緊張して、唇がピクピク震え、同席した落合が「大勢の人の前でしょっちゅう歌っているのに何で?」と驚いた。記者から百恵と同時期封切に関する質問を繰り返し言われ、何とか百恵をライバル視しているという言葉を桜田から引き出そうとしたため、「『伊豆の踊子』も一緒に観に行きましたし、とても参考になりました。ライバルとは思っていません」などと盛んに仲の良さをアピールした。しかし松竹はしきりに"激突"を強調して煽った。落合は「16歳の少女の心象風景をポエティックに表現したい」などと述べた。

#### 撮影
1975年2月17日のクランクインを予定していたが、同年3月3日、松竹大船撮影所でクランクイン。桜田は中学時代に演劇部を創設し部長をやっていただけに、初主演映画に強い意気込みを持って撮影に臨んだ。しかし桜田以上に桜田のマネージャーが「百恵を抜くんだ」という気合が強く、桜田自身は回りに気兼ねする結果になった。

#### ロケ地
東京都上野駅前、不忍池、神奈川県鎌倉市京浜女子大学、静岡県下田市蓮台寺駅、静岡県石廊崎。

### 宣伝
桜田の白のノースリーブ、超ミニのフレアスカートのバドミントンルックが可愛く、クランクインの日にマスメディアによる写真撮影が行われ、多くの新聞や雑誌に写真が掲載された。
桜田淳子の誕生日である4月14日に合わせ、1975年の同日、ファン1500人を集めて松竹大船撮影所で花見の交歓会が開かれた。

### 同時上映
『想い出のかたすみに』
- 監督：宮崎晃。主演：中村雅俊、檀ふみ。

※1975年初めの段階では郷ひろみ主演もので、『スプーン一杯の幸せ』と合わせ、歌手主演による青春もの二本立てが企画されていたが、郷のスケジュールが調整が出来ず変更された。郷が中村にスライドしたのか、企画そのものが変更されたのかは分からない。